# Dj2high

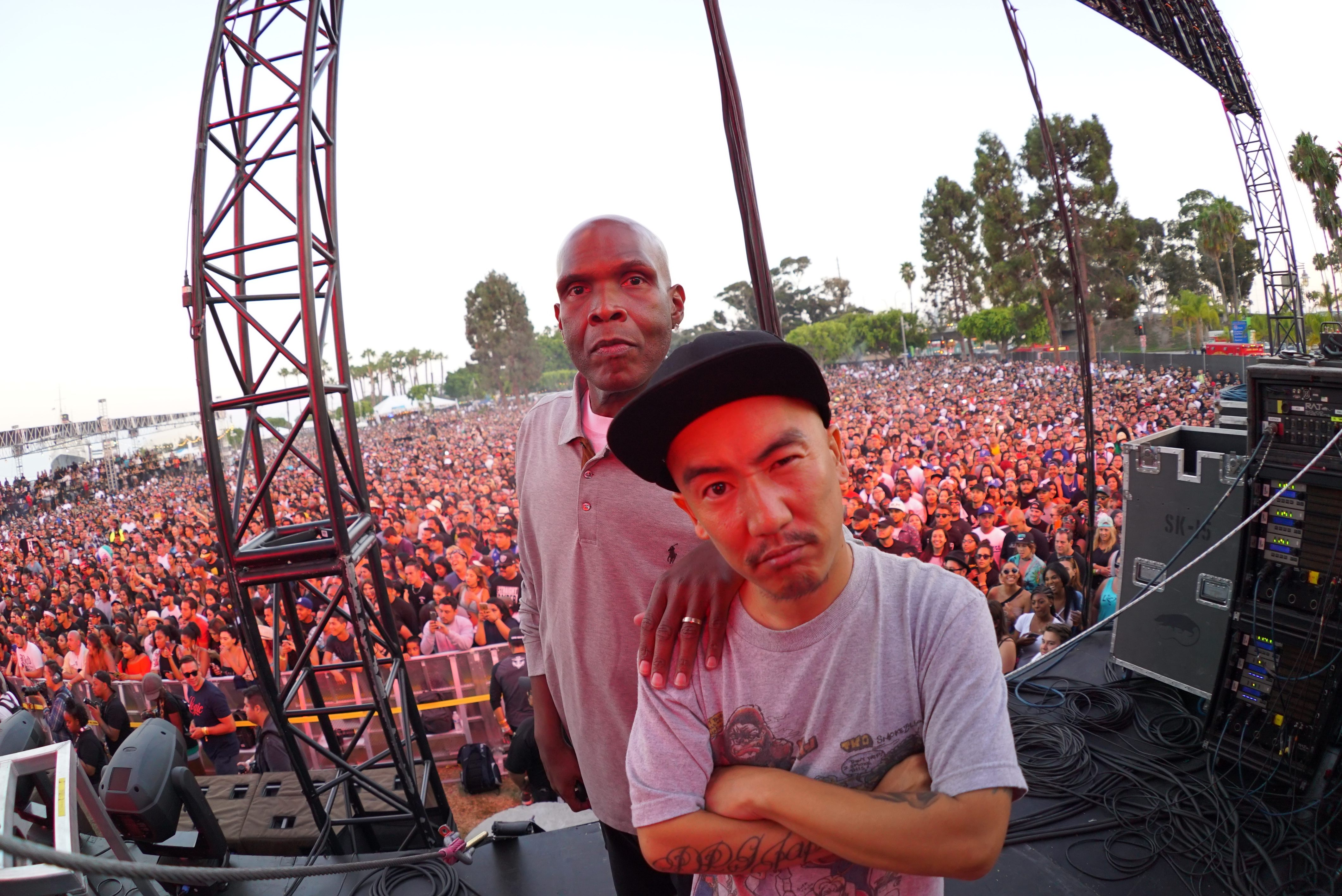

Dj2high（ディージェイ・ツー・ハイ）はアメリカ、ロサンゼルスで活動するDJ・音楽プロデューサー、実業家。
スヌープ・ドッグ率いるザ・ドッグ・パウンド唯一の日本人メンバー。
実父は松山猛。音楽活動以外には、スヌープ・ドッグのCDジャケットを手がけたデザイナー、ジョー・クールと共に洋服ブランドBlueline Clothingを展開している。

## 略歴
1979年、東京生まれ。その後、横浜へ移り、十代でDJ・ビートメイキングに興味を持ち、16歳にしてサンプラーのAKAI MPC-3000の使い方を学ぶ。同年、来日中のスヌープ・ドッグと出会い、その後のロサンゼルスでの活動へ繋がっていくこととなる。
17歳でダンス・ミュージックレーベルKSRの設立に携わり、自身のユニットTHCとして同レーベルよりシングル・デビュー。アーティストとしての武者修行のためにロサンゼルスギャングスタ・ラップの発祥地とも呼ばれるカリフォルニア州のコンプトンへ18歳で移住。翌年には一旦、日本へ帰国するが、20歳で再びコンプトンへ戻り、その後、ロングビーチ、イングルウッドといった黒人居住エリアを転々としながら、自らのスキルを高め、ウェストコースト・ロック、・ヒップホップ・ミュージックシーンでのコネクションを築いていく。
2001年にはグラミー受賞アーティスト・クーリオのバックDJに。2005年のザ・ドッグ・パウンド再結成時にオフィシャルDJとして任命され、アメリカ国内のツアーに参加。さらにダズ・ディリンジャーのソロ活動にもDJとして携わる。現在もザ・ドッグ・パウンドの正式メンバーとして活動する一方、日本支部であるDPG JAPANも運営し、スヌープ・ドッグらアーティストをフィーチャしたミックスCDシリーズ『West Coast Gangsta Shit』をリリース。
プロデューサーとして、ダズ・ディリンジャー、WC、FOESUMといったアーティストのアルバムに参加、2014年春にはプロデュースを手がけたスヌープ・ドッグ feat. ダズ・ディリンジャー「We Miss You」（スヌープ・ドッグの伯父、UNCLE JUNE BUGへの追悼曲）をプロデュース。同年にはB.B.B. feat. バスタ・ライムス「B4LiFE」のプロデュース・コーディネートを手がけた。日本とアメリカのエンターテインメントシーンの橋渡しも積極的に行ないながら、自らのクロージングブランド、BLUE LINE CLOTHINGを立ち上げるなどの活動をしている。

### プロデュース作品
| 枚 | 発売日 | アーティスト                          | タイトル            | チャート                                   | レーベル     |
| -- | ------ | ------------------------------------- | ------------------- | ------------------------------------------ | ------------ |
| 1  | 1997   | THC                                   | Let's me shine      |                                            | KSR          |
| 2  | 1998   | CornHead                              | Pretty Pretty Gal   |                                            | ユニバーサル |
| 3  | 2000   | BONGA STARZ                           | BLUNT MASTER        |                                            | 420レコード  |
| 4  | 2007   | BONGA STARZ                           | ANDARE              |                                            | 420レコード  |
| 5  | 2010   | AI スヌープ・ドッグ                   | LET IT GO           | オリコン総合14位                           | ユニバーサル |
| 6  | 2013   | DAZ DILINGER . WC                     | Dubbz N the Air     |                                            |              |
| 7  | 2013   | DAZ DILINGER . WC                     | Move I make         |                                            |              |
| 8  | 2014   | ダズ・ディリンジャー.スヌープ・ドッグ | We'll Miss you      |                                            | DPGレコード  |
| 9  | 2014   | BBB バスタ・ライムス                  | [B4LIFE]            |                                            |              |
| 10 | 2016   | クレイジーボーイ .Sway                | ALIVE               | 週間1位（レコチョク）週間2位（ビルボード） | LDH          |
| 11 | 2018   | T-Ace                                 | ダレかいない?       | 週間1位（iTunes）                          | officeZERO   |
| 12 | 2018   | SALU                                  | My Love             |                                            | LDH          |
| 13 | 2018   | Def Tech                              | Keep Moving         |                                            |              |
| 14 | 2018   | Def Tech                              | You Gotta           |                                            |              |
| 15 | 2019   | TAKABO                                | SUIYORU             |                                            |              |
| 16 | 2019   | RUEED                                 | Cali                |                                            |              |
| 17 | 2019   | LUNA                                  | MADA                |                                            |              |
| 18 | 2019   | 大門弥生                              | Blessing            |                                            |              |
| 19 | 2019   | T-ACE                                 | クズなRockstar      |                                            | officeZERO   |
| 20 | 2019   | T-ACE                                 | 夢で逢おう          |                                            | officeZERO   |
| 21 | 2019   | WEZ NAKAJIMA                          | nihongo wakarimasen |                                            |              |
| 22 | 2020   | Kowichi                               | It Was All A Dream  |                                            |              |
| 23 | 2020   | RUEED                                 | CALI                |                                            |              |
| 24 | 2021   | NEB LOVE                              | We Made it          |                                            |              |
| 25 | 2022   | T-Stone/ Luna                         | The TOKYO           |                                            |              |
| 26 | 2022   | DAZ/ CAPONE                           | STFU                |                                            |              |
| 27 | 2023   | Japanese Magenese / DAZ               | CALI JAP            |                                            |              |

## 経歴
- 2013年、Daz DillingerとWCによるアルバム『West Coast Gangsta Shit』にプロデューサーとして参加[要出典]。
- 2016年1月15日、Snoop Dogg & Daz Dillingerのコラボレーション・アルバム『Cuzznz』に収録された楽曲「We'll Miss U」をプロデュースし、DJ 2High名義で正式にクレジットされた[要出典]。
- 同アルバムはPitchforkをはじめ複数の英語メディアでレビューが掲載された[1]。
- 2025年5月31日、日本のヒップホップ専門メディア「HIPHOPCs」にて、西海岸のレジェンド達との活動やロサンゼルス拠点での制作秘話を語る独占インタビューが掲載された[2]。
- 2025年7月15日、Abema Timesにて、DJ2Highがプロデュースした日本人ラッパー・十影の新曲「STREET PAIN」のMV公開が報じられ、西海岸のレジェンドと関わる唯一の日本人メンバーとして紹介された[3]。